# Poklopový mostový jez v České Lípě
Poklopový mostní jez byl postaven po roce 1910 ve středu města Česká Lípa přes řeku Ploučnici. Autorem originálního technického řešení byl profesor ČVUT Ing. Jan Záhorský, který těchto mostů postavil v českých zemích šest. Původně byl poklopovým mostním jezem a řešil regulaci vody pro již neexistující Velký mlýn na rameni Ploučnice. Svému účelu jako jez sloužil do roku 1984.

## Popis konstrukce
Tento poklopový jez byl sestrojen jako jez pohyblivý, s děleným hradicím tělesem, zavěšeným na pevné mostovce. Mechanismus umožňoval pomocí jezových koz (tzv. slupic), hradicích poklopů a horního pojezdového zařízení regulovat výšku hradicích poklopů nad jezovým hřbetem a tím ovlivňovat průtok, nebo výšku vzduté hladiny před jezem.
Poklopové jezy jsou jezy, které svou konstrukcí umožňují jejich částečné, nebo úplné odstranění, pro regulaci průtoku, nebo pro regulaci výšky vzduté hladiny. Pohyblivé jezy se rozdělují do skupin a podskupin takto:
1. Jezy s celistvým hradicím tělesem
  1. Celistvé hradicí těleso ponorné
  2. Celistvé hradicí těleso vynořující se (vytahované), zavěšené
2. Jezy s děleným hradicím tělesem
  1. Dělené hradicí těleso ponorné
  2. Dělené hradicí těleso vynořující se(vytahované), zavěšené.

Hradicí tělesa zavěšená používají závěsnou mostovou konstrukci nad jezem a pro samotné přehrazení byly použity poklopy. Odtud název jez mostový, poklopový. 
Hlavní výhody takové konstrukce spočívaly v umístění jezových koz (slupic) nad hladinou, což umožňovalo jednodušší a méně nákladnou údržbu, jezové kozy, které nesly takto zavěšené hradicí poklopy nevyžadovaly ukotvení ke dnu a vzklopení jezových koz (slupic) bylo možné provést skokově, využitím tlaku vzduté vody po prostém uvolnění opěrného dílu, nebo postupně (regulovaně) do libovolné polohy nad jezovým hřbetem. Jezové kozy s hradicími poklopy bylo možné otevírat / zavírat v libovolném pořadí.

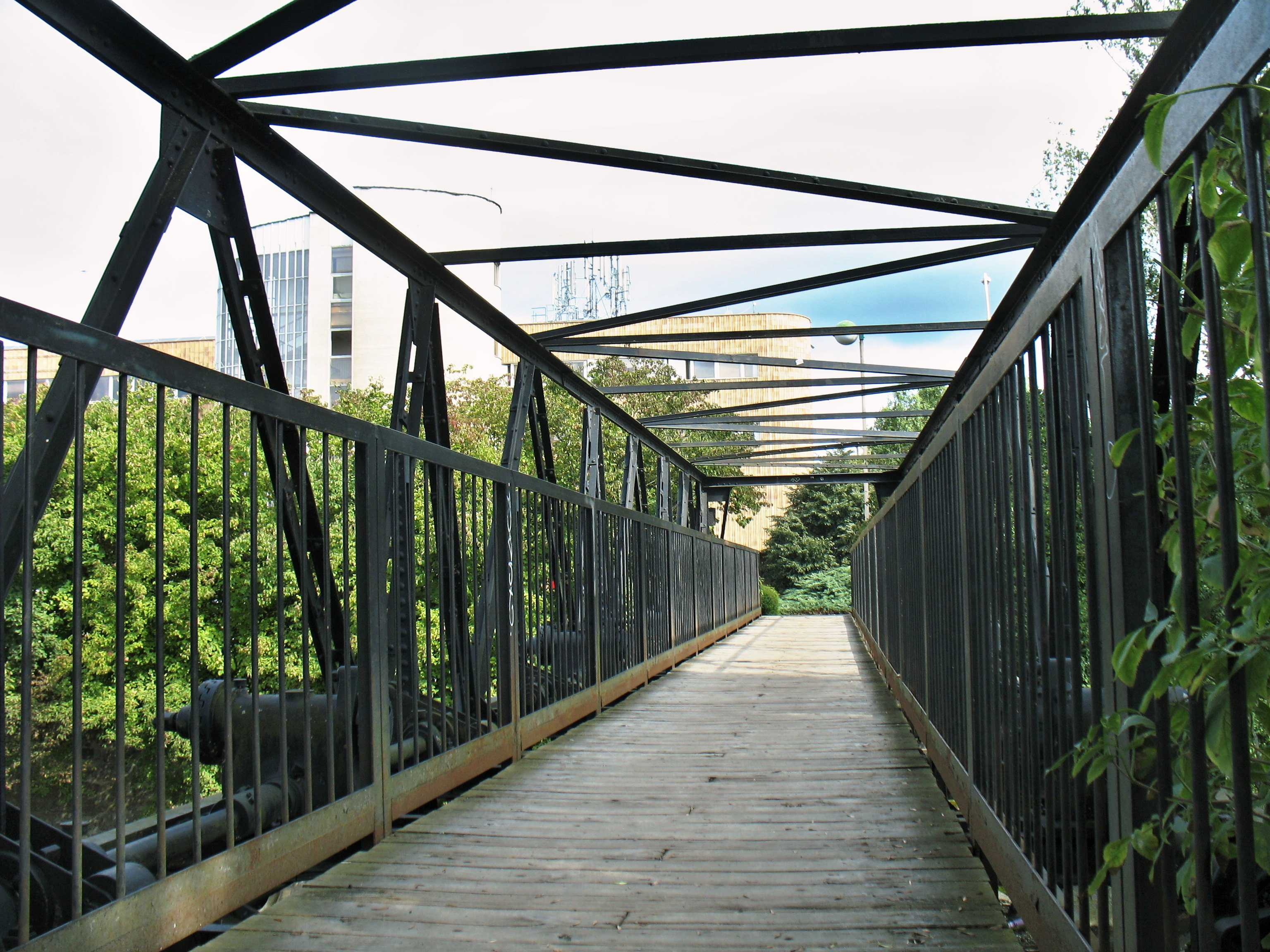
Lávka pro pěší, v pozadí obchodní dům Andy (dříve Prior), postavený na místě zbořeného Velkého mlýna

Konstrukce těchto mostů byla chráněna rakouským patentem 30570

## Dnešní stav
Jez je technicky mimo provoz, veřejnosti slouží pouze jako lávka, umožňující přechod chodců přes Ploučnici od obchodního areálu u Kauflandu na Děčínskou ulici a k autobusovým zastávkám U jezu. Renovován byl v roce 1996. Část mechanismu byla umístěna jako technický exponát poblíž mostu a označena vysvětlující tabulkou,, na níž je však chybně uvedené datum stavby jezu.

## Zajímavost
Jediný dosud (k roku 2023) v ČR funkční poklopový jez stejného typu, postavený v roce 1911 rovněž podle patentu Jana Záhorského z  přelomu let 1906/1907, se nachází na řece Mži pod zámkem v Plzni-Křimicích.

## Odkazy

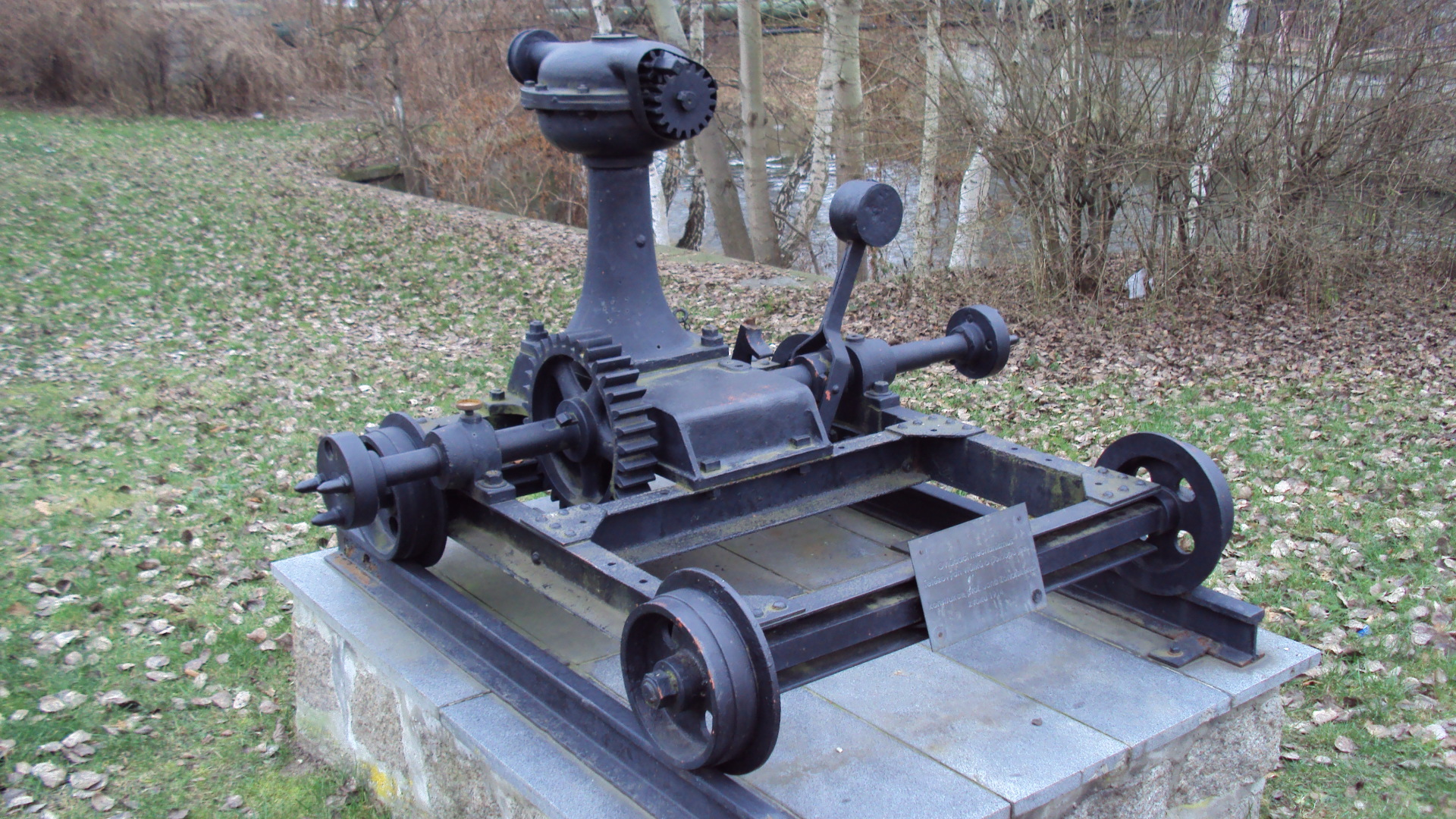
Část českolipského poklopového jezu, vystavená na břehu řeky (na pamětní desce je chybné datum, konstrukce jezu byla patentována již v roce 1907 a jeho stavba v České Lípě byla zahájena v roce 1910).